# بير كيور
بير كيور هو مهندس نرويجي، ولد في 28 سبتمبر 1872 في موس في النرويج، وتوفي في 8 مارس 1945.